# Melanitis crameri
Melanitis crameri är en fjärilsart som beskrevs av Butler 1866. Melanitis crameri ingår i släktet Melanitis och familjen praktfjärilar. Inga underarter finns listade i Catalogue of Life.